# Staw hodowlany

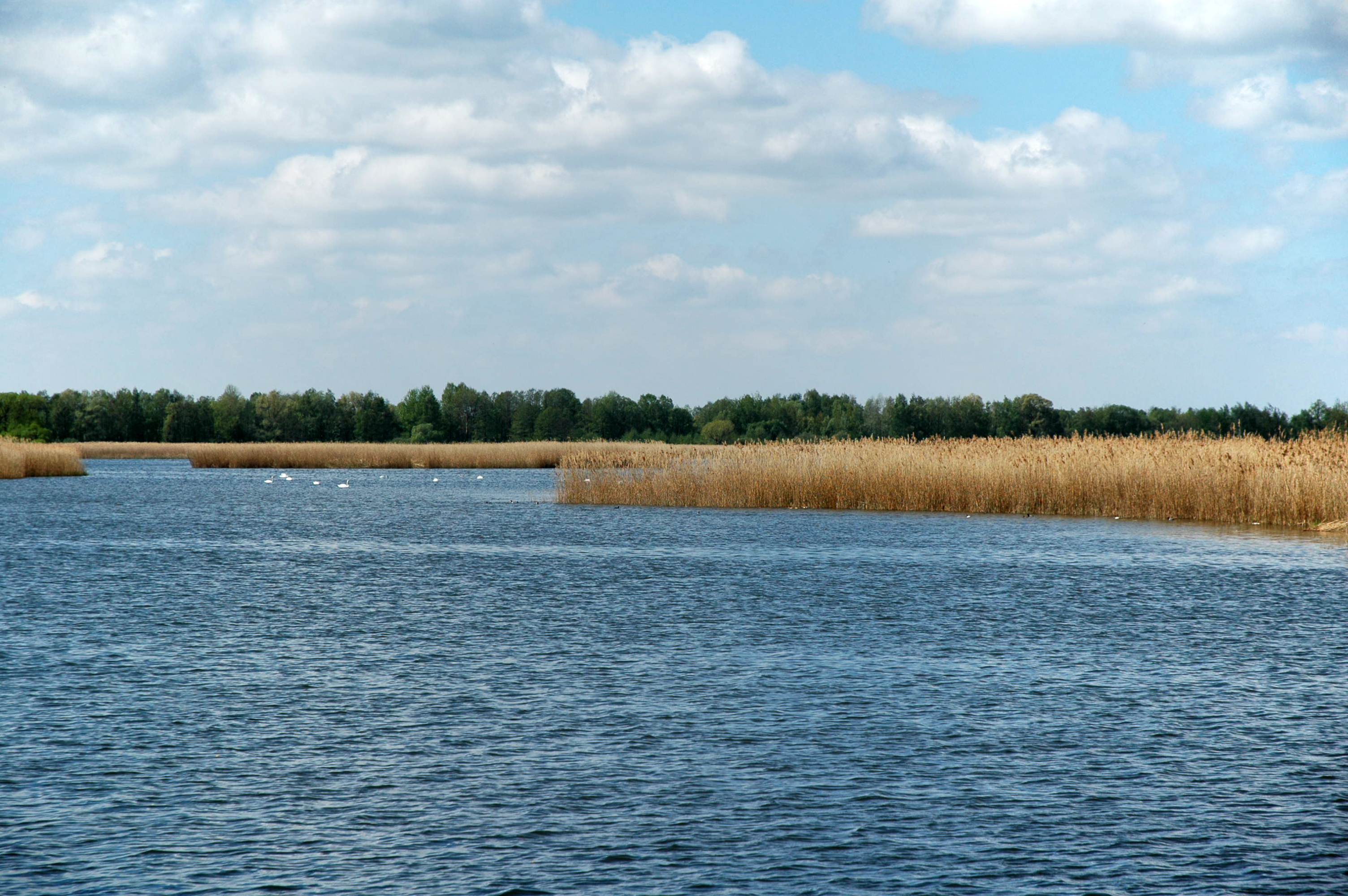
Stawy Milickie – widok na Staw Słoneczny Górny

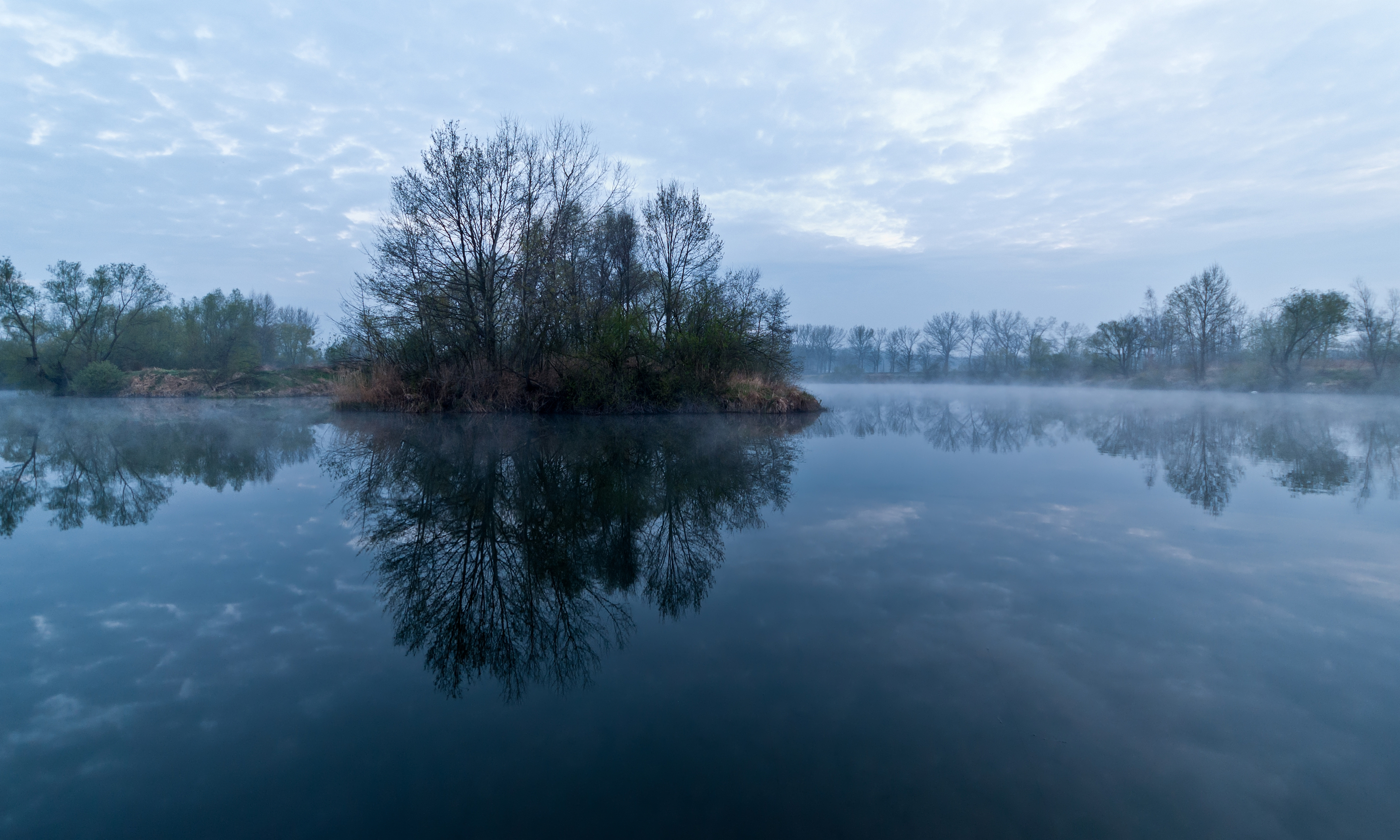
Staw w Paczkowie o świcie

Staw hodowlany – groblowy zbiornik wodny (najczęściej sztuczny) przystosowany do hodowli określonej grupy zwierząt, zwykle ryb, przeznaczonych na masowy odłów i sprzedaż producentom do dalszego przetworzenia. Służy także jako łowisko udostępnione zainteresowanym (zwykle za określoną przez właściciela opłatę).

## Nazwa
Nazwę „staw hodowlany” stosuje się niejednokrotnie do określania zbiorników groblowych nie pełniących takiej funkcji. Jest to nieuzasadnione z punktu widzenia hydrologicznego, gdyż nie określa typu zbiornika, a jedynie jego domniemaną funkcję.
Staropolskim określeniem na staw hodowlany była nazwa rybnik. W języku średniopolskim to tradycyjne określenie było powszechnie używane do XVII wieku zanim zostało wyparte przez słownictwo fachowe. Nazwa ta zanotowana jest w dziele „Księgi o gospodarstwie” wydanym w Krakowie w 1571 przez Piotra Krescencjusza, który podaje nazwę oraz jej znaczenie: „Sadzawice i rybniki ku chowaniu ryb rozmaitych”.  W swoim dziele Roczne dzieje kościelne wydane w Krakowie w 1603 roku Piotr Skarga notuje „Ryby chowają się pod strażą w zamknionych rybnikach”. Staropolskie określenie rybnik dało nazwę miastu Rybnik

## Stawy hodowlane w Polsce
Największe stawy hodowlane w Europie to znajdujące się w okolicach Milicza (woj. dolnośląskie), zajmujące około 8 tys. ha, Stawy Milickie. 